# Forever, Michael
Forever, Michael (с англ. — «Навеки, Майкл») — четвёртый студийный альбом американского поп-певца Майкла Джексона. Альбом был выпущен 16 января 1975 года лейблом Motown. Во всём мире было продано более полутора миллионов экземпляров.
В него вошли десять песен. Альбом был переиздан в 2009 году как часть состоящей из трёх дисков компиляции «Hello World: The Motown Solo Collection».

## Информация об альбоме
«Forever, Michael» стал четвёртым альбомом Джексона как сольного артиста и последним, выпущенным на лейбле Motown, так как Майкл и его братья (The Jackson 5) подписали контракт с CBS Records спустя год после выхода альбома. Этот альбом показал изменения в музыкальном стиле шестнадцатилетнего подростка. Музыка стала более гладкой, плавной, ровной. Этот стиль Майкл продолжил развивать на более поздних сольных записях на Epic Records.
Большинство треков было записано в 1974 году, и альбом первоначально собирались выпустить в том же году. Однако из-за хита от The Jackson 5 «Dancing Machine», выпуск альбома Джексона был отсрочен, пока ажиотаж от этой песни не утих.
Альбом помог Джексону вернуться в ТОП-40. Этому также способствовали синглы «We’re Almost There» и «Just a Little Bit of You», написанные братьями Эдди и Брайаном Холландами из продюсерского трио Холланд — Дозье — Холланд.
В 1981 году лейбл Motown выпустил сингл «One Day in Your Life» вместе с компиляцией «One Day in Your Life». Сингл стал номером один в Великобритании и там же занял 6 место в списке самых покупаемых синглов.

## Список композиций
| №   | Название                                                        | Длительность |
| --- | --------------------------------------------------------------- | ------------ |
| 1.  | «We're Almost There» (Эдвард Холланд-мл., Брайан Холланд)       | 3:41         |
| 2.  | «Take Me Back» (Э. Холланд-мл, Б. Холланд)                      | 3:29         |
| 3.  | «One Day in Your Life» (Сэм Браун III, Рене Арманд)             | 4:15         |
| 4.  | «Cinderella Stay Awhile» (Майкл Барнетт Саттон)                 | 3:11         |
| 5.  | «We've Got Forever» (Эллиот Вилленский)                         | 3:12         |
| 6.  | «Just a Little Bit of You» (Э. Холланд-мл., Б. Холланд)         | 3:14         |
| 7.  | «You Are There» (Браун III, Рэнди Мейценхеймер, Кристиан Яриан) | 3:23         |
| 8.  | «Dapper Dan» (Дон Флетчер)                                      | 3:08         |
| 9.  | «Dear Michael» (Хэл Дэвис, Вилленский)                          | 2:37         |
| 10. | «I'll Come Home to You» (Фредди Перрен, Яриан)                  | 3:05         |